# Ан-124 «Руслан»
Ан-124 «Руслан» (Кодове ім'я НАТО — «Condor») — радянський транспортний літак розробки КБ Антонова. Перший політ дослідний зразок літака здійснив 24 грудня 1982 року в Києві. Вироблявся в колишньому СРСР спочатку на ДП Київський авіаційний завод «Авіант» та серійно на «Авіастар-СП» в Ульяновську в Російській Федерації. На озброєння військово-транспортної авіації колишнього СРСР літак надійшов у січні 1987 року. Головний конструктор Віктор Ілліч Толмачов.
Було усього побудовано 55 літаків. На 2011 рік в реєстрах робочих — 46 машин (лише половина з них є цивільними). 7 літаків застосовували в Україні («Авіалінії Антонова»), 36 літаків — в Російській Федерації (ВПС РФ — 22, авіакомпанії: «Волга-Днепр» — 10, «Полёт»  — 4), 1 — в ОАЕ та ще 2 — в Лівії. 4 літаки розбилися в авіакатастрофах.
Ан-124 на мить побудови й до появи Ан-225 «Мрія» став найбільшим літаком у світі, позбавивши цього титулу американський C-5 Galaxy. Після знищення «Мрії» залишається найважчим літаком, другим у світі літаком за вантажопідйомністю після Boeing 747-8 та найбільшим військовим транспортним літаком. 1985 року на літаку Ан-124 «Руслан» було встановлено 21 рекорд світу, зокрема з вантажності (171 219 кг на висоту 10750 м), а 6 травня 1987 року було встановлено світовий рекорд дальності перельоту замкненим маршрутом (20 150,92 км).
Літаки Ан-124 використовуються для перевезення локомотивів, яхт, фюзеляжів літаків і багатьох інших великогабаритних вантажів. Ан-124 має систему присідання опор шасі, що дозволяє легко здійснювати завантаження.

## Історія створення

### Попередні напрацювання

Ан-124 «Руслан»

З появою 1965 року першого у світі широкофюзеляжного транспортного літака Ан-22 «Антей», почалися чергові багаторічні радянсько-американські перегони (а точніше між Боїнг та КБ Антонов) за першість у створенні велетенських крилатих машин. У США щосили йшла розробка повітряного транспортного засобу (ПТЗ) нового покоління Lockheed C-5 Galaxy, який за вантажністю й іншими основними властивостями явно перевершував «Антей». Це не лише зменшувало славу тодішнього радянського літакобудування, але й могло з часом призвести (як вважала радянська влада) до різкого збільшення стратегічної мобільності американських військ, які й без того нібито вже контролювали півсвіту. Піклуючись про заходи у відповідь, ЦК КПРС і РМ СРСР видали Постанову № 564—180 від 21.07.66 року «Про основні напрями розвитку авіаційної техніки і озброєння на 1966-70 рр..», у якій визначено завдання підвищити вантажність вітчизняних повітряних транспортних засобів до 100—120 т. Незабаром побачило світ Рішення Комісії Президії РМ СРСР № 206 від 24.08.66 р., а також наказ МАП № 352 від 5.08.66 р. і № 413 від 13.09.66 р., що послужили підставою для розгортання на Київському механічному заводі (КМЗ — так на ті часи називався АНТК ім. О. К. Антонова) проєктних робіт, якими став керувати головний конструктор А. Я. Білолипецький.
Першим кроком конструкторів була спроба якнайбільше використати під час створення нового літака, технологічні напрацювання з Ан-22. Зокрема, фюзеляж «Антея» пропонувалося оснастити новим стрілоподібним крилом, Т-подібним оперенням і чотирма двоконтурними турбореактивними двигунами (ДТРД) із злітною тягою 25000 кгс кожен. У вантажній кабіні розмірами 32,7 x 4,4 x 4,4 метри, передбачалося перевозити вантажі і техніку загальною масою до 80 т на відстань до 3500 км. Розрахункова злітна маса літака, названого Ан-122 (перший з такою назвою), сягала 270 т. У жовтні 1967 О. К. Антонов і В. Ф. Єрошин (тоді керівник відділу перспективного проєктування) представили на розгляд Військово-промислової комісії Президії РМ СРСР відповідну техпропозицію, яку незабаром відхилили, оскільки за ваговою віддачею, аеродинамічними якостями, паливною ефективністю, тобто за всіма показниками технічного рівня літак не виходив за межі середніх показників 1960-х років і не міг вважатися гідним конкурентом «Гелексі».

### Переробка проєкту
До середини наступного року антоновці розробили відразу два аванпроєкти: Ан-126 вантажністю 140 т і Ан-124 вантажністю 120 т. Обидва вони за основними ЛТХ, а також можливостям оглядово-прицільного і оборонного комплексів повинні були перевершити американського конкурента. Особливо це стосувалося АН-126, оснащеного шістьма ДТРД на пілонах під крилом. Вантажна кабіна розмірами 37,5 x 6,4 x 4,4 м допускала розміщення техніки в два ряди і одночасне проведення вантажно-розвантажувальних робіт не лише через задню, але й крізь передню рампу. Але фахівці ЦАГІ, зуміли переконати уряд, що впровадження проєкту шестидвигунного літака пов'язана з надмірним технічним ризиком.
2 лютого 1972, після всебічного вивчення проблеми, Комісія Президії РМ СРСР з військово-промислових питань ухвалила рішення про вибір для подальшої розробки чотири-двигунного Ан-124, якому на АНТК було надано індекс «виріб 200». Перед конструкторами постало завдання не лише вдвічі перевершити за транспортними можливостями своє попереднє досягнення — Ан-22, але й домогтися значного скорочення трудомісткості обслуговування, збільшення автономності експлуатації та покращення низки інших важливих показників. Незабаром вигляд машини в загальних рисах було визначено, і 1973 року побудований її повнорозмірний макет. Однак підходи, які були застосовані при проєктуванні, не дозволяли досягти потрібного рівня досконалості конструкції. 1976 року О. К. Антонов ухвалив рішення про повну переробку проєкту, якому надали новий шифр «виріб 400». У січні наступного року вийшла Постанова ЦК КПРС і РМ СРСР № 79-23, що затвердила рішення Генерального конструктора і містила нові вимоги до літака.

### Проєкт 400
Щоби забезпечити належний технічний рівень «виробу 400», вперше в СРСР було розроблено та впроваджено комплексно-цільову програму (КЦП), що передбачала поліпшення всіх складових ефективності літака: аеродинамічних характеристик, показників міцності та ресурсу, вагової досконалості, питомих характеристик силової установки, функціональних можливостей систем і устаткування, трудомісткості техобслуговування і ремонту тощо. Прийняття КЦП-124, відіграло вирішальну роль у створенні «Руслана» і дало потужний поштовх до розвитку авіапромисловості (будівництво двигунів, розробка електроніки, металургія, розробка верстатного обладнання). За допомогою обчислювальної техніки було проаналізовано 540 можливих варіантів компонування літака, в аеродинамічних трубах продули 185 різних моделей, зокрема 36 варіантів крил. Було розроблено пресовані панелі крила довжиною до 28 м, великогабаритні панелі фюзеляжу, нові конструкційні матеріали з підвищеними властивостями, здебільшого полімерні композиційні, створено високо-ресурсні кріплення. Завдяки цьому крейсерська аеродинамічна якість літака збільшилася на 20 %, вагова віддача — на 10-15 %, на стільки ж знизилася питома витрата пального двигунами, точність навігації зросла вчетверо, а трудомісткість різних видів техобслуговування порівняно з Ан-22 і Іл-76 скоротилися від 2 до 5 разів.
«У здійсненні КЦП-124 брали участь багато десятків підприємств і організацій, що належали до різних міністерств і відомств, — як розповів начальник відділу перспективного проєктування АНТК О. Я. Шматко. Для керування цією найскладнішою кооперацією були створені Центральна координаційна рада, що мала кілька секцій за напрямками, а також Рада головних конструкторів, на засіданнях яких розглядалися не лише оперативні питання створення Ан-124, але й виникали науково-технічні проблеми. Загалом керування як на міжвідомчому рівні, так і на фірмі створювалося на принципі відповідальності за кінцевий результат. Координація робіт за програмою і ухвалення рішень з нагальних питань виконувалися П. В. Балабуєвим, а загальне керівництво роботою здійснював сам Олег Антонов».

#### Крило
Досягнення бажаних характеристик при переході від «200» до «400» уможливилося, значною мірою, завдяки застосуванню крила, скомпонованого на основі суперкритичних профілів. Зазвичай стрілоподібні крила конструювалися тонкими. Застосування суперкритичних профілів давало можливість зробити його товстим, з великою будівельною висотою, а аеродинамічний опір крила не збільшувався. Конструкція такого крила легша і більш технологічна у виготовленні, ніж у тонкого. Внутрішній простір крила дозволяв розмістити в ньому значний запас пального. Застосування суперкритичного профілю було пов'язане зі значним технічним ризиком і висувало низку нових вимог до бортових систем. Після ретельного дослідження провідні вчені, а також більшість аеродинаміків ДКБ зійшлися на думці, що крило Ан-124 має залишитися класичним. І тільки невелика група фахівців підприємства, що складалася з 10-12 осіб, наполегливо доводила потребу застосування нової профілізації. У цьому складному становищі Генеральний конструктор зробив одноосібний вибір на користь крила нового типу. Він сам накреслив його та зробив перші розрахунки. Та й взагалі при переході від «200» до «400» Антонов багато «прикладав руку» до різних агрегатів літака, облагороджуючи їх форми і домагаючись гармонії, яка відрізняє зовнішній вигляд «Руслана».

#### Система керування
Щоби повною мірою впровадити переваги, які відкриваються застосуванням суперкритичного крила, було необхідне поздовжнє компонування літака з малими запасами 

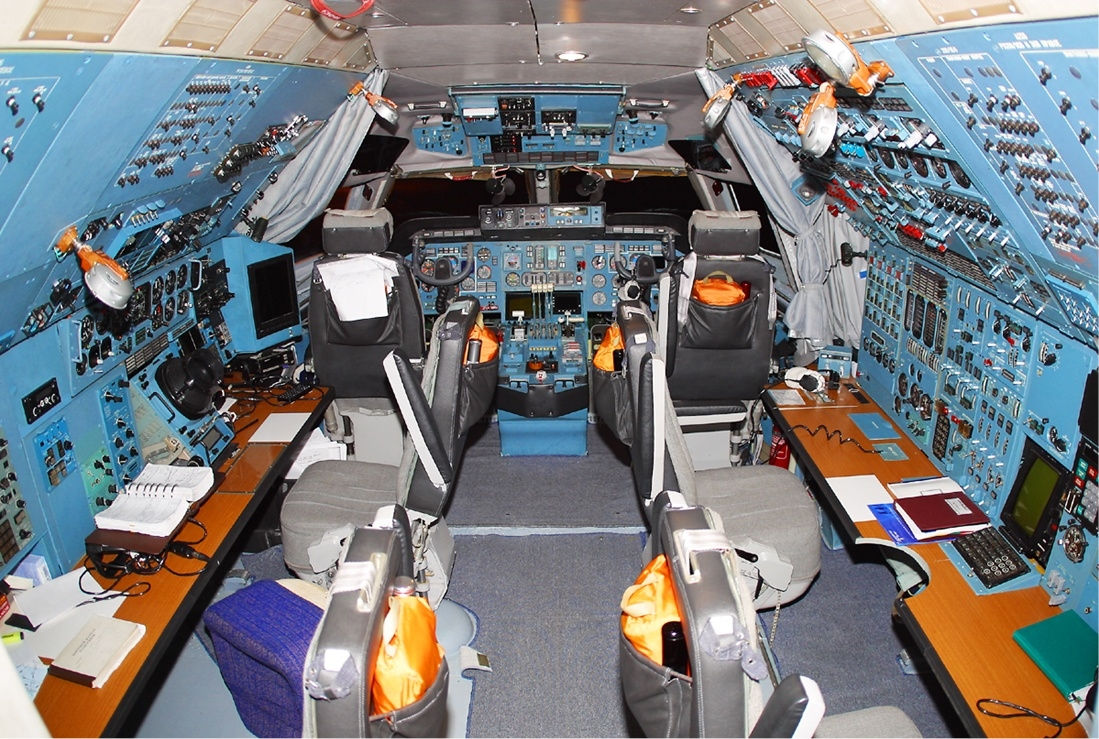
Кабіна Aн-124

статичної стійкості. А щоб Ан-124 при цьому нормально літав, знадобилося оснащення його електро-дистанційною системою керування (ЕДСУ) з низкою аналогових обчислювальних пристроїв, що на літаку неманеврового класу було зроблено вперше. Іншою причиною використання ЕДСУ стали великі розміри літака і, відповідно, значні деформації планера під впливом зовнішніх навантажень або внаслідок теплових розширень. Застосування традиційної системи керування, в якій командне зусилля передається до виконавчого пристрою за допомогою тросів або жорстких тяг, за таких деформацій виявилося дуже супрерчливим. До того-ж важила така система неприпустимо багато.
Використання ЕДСУ дозволило полегшити літак завдяки зниженню навантажень на крило і оперення на 3,7 т, через відмову від вагового балансування рульових поверхонь — ще на 3 т. При цьому завдання придушення флаттера було покладено на рульові приводи і контролювалася ЕДСУ. Більш того, в нову систему керування вдалося органічно улаштувати автоматичну систему поліпшення стійкості, усунути небажані особливості пілотування літака на великих кутах атаки, а також обмежувач граничних режимів польоту.

#### Вантажний відсік
Проєктні параметри Ан-124 вибиралися дуже ретельно, і це стосується не лише геометрії крила чи характеристик систем керування. Так, для визначення габаритів вантажної кабіни досліджувалася величезна кількість варіантів завантаження, причому як військовими, так і цивільними вантажами. У підсумку, найкращим було визнано дворядне завантаження, а ширина кабіни по підлозі визначена у 6200 мм. Однак Олег Костянтинович у цьому найважливішому питанні не вважав за можливе довіритися лише теоретичним висновкам. З його ініціативи вперше в практиці АНТК було побудовано стенд навантаження-розвантаження, в якому прогнали в різних поєднаннях всю техніку мотострілецької дивізії та інші основні вантажі. У підсумку, Генеральний прийняв вольове рішення про збільшення ширини підлоги до 6400 мм. Сьогодні, коли «Руслан» загалом виконує комерційні перевезення негабаритних вантажів, ці 200 мм часто виявляються вирішальними.
До числа особливостей літака, що остаточно визначили його успіх, слід віднести і два вантажні люки, що дозволили організувати наскрізний проїзд техніки і значно скоротити час навантаження-розвантаження. Зробити цю непросту роботу зручнішою допомагає багатоопорне шасі з присіданням, що зменшує кут в'їзду на носову рампу. Воно спроєктоване таким чином, щоби зменшити навантаження на аеродромне покриття і тим самим розширити мережу місць базування. Особливу увагу було приділено динамічним і жорсткістним характеристикам стійок для уникнення виникнення коливань типу «шиммі». Послідовно були опрацьовані 13 варіантів стійок. Двопалубний фюзеляж з роздільною герметизацією палуб також вперше застосований у практиці ОКБ. Таке рішення дозволило знизити його масу і підвищити ресурс, а також досягти високої безпеки екіпажу та супровідних вантаж осіб у разі аварійної посадки. У спеціальних відсіках на верхній палубі вдалося розмістити більшу частину бортового радіоелектронного обладнання, до якого забезпечений зручний доступ.

#### Технологічність
Проблема досягнення необхідного рівня останньої була однією з ключових при розробці «чотирьохсотки». Найважливіша складова її — визначення в обмеженому часі технічного стану численних систем і агрегатів, від яких залежить безпека польоту. З цією метою вперше в СРСР, літак був оснащений бортовою автоматизованою системою контролю (БАСК), що була покликана відстежувати параметри роботи двигунів, системи проти-обмерзання, систем електропостачання, регулювання тиску і кондиціонування повітря, гідрокомплексу, шасі тощо. Іншим важливим завданням БАСК став контроль за діяльністю екіпажу, зокрема, виконанням ним приписів «Посібника з льотної експлуатації», особливо під час зльоту і посадки. Крім того, БАСК стала виконувати низку зовсім нових завдань, таких як визначення ваги і центрування на землі і в польоті, збереження інформації про відмови у аварійному реєстраторі і зв'язковому комплексі, визначення якнайбільше допустимої злітної ваги за умовами аеродрому тощо. Завдяки всьому цьому, з'явилась можливість оперативного усунення можливих несправностей як на землі, так і в польоті, що підвищило експлуатаційну технологічність літака загалом.
Згадані заходи, зробили Ан-124 літаком нового покоління у багатьох розуміннях, особливо у транспортному потенціалі, що перевершує «Гелексі» на 25 %.

#### Перші зразки
Перші зразки Ан-124, зокрема для статичних випробувань, будували в Київському авіаційному виробничому об'єднанні (КиАПО, директор — В. Г. Олешко) спільно з КМЗ. Підготовка до цієї роботи розгорнулася задовго до того, як був остаточно визначений технічний вигляд літака. Так, з 1973 року, на КиАПО розпочалося зведення величезного виробничого корпусу з прольотом до 100 м, причому з 1977 р. хід будівництва жорстко контролювався ЦК КПУ. Конструкторська документація для Ан-124 (серійний № 01-01) стала надходити на завод з 1979 р. Тоді ж почалося виготовлення виробничого оснащення. У 1981 р., заради оперативного вирішення сотень виниклих питань, на КиАПО ввели посаду представника Генерального конструктора, на яку призначили В. І. Чебанюка. Співпраця під час виготовлення літака була дуже широкою: шасі робили в Куйбишеві (РФ), двигуни — в Запоріжжі (Україна), ВСУ — в підмосковному Ступіно (РФ), елементи гідравлічного комплексу — у Москві (РФ) та Харкові (Україна), всього було залучено понад 100 заводів. Але головним партнером двох київських підприємств виступило Ташкентське (Узбекистан) авіаційне виробниче об'єднання ім. В. П. Чкалова (ТАПОіЧ), що виготовило консолі крила, центроплан і великогабаритні деталі поперечного набору фюзеляжу. З Ташкента до Києва готові агрегати перевозилися «на спині» Ан-22. Оскільки наявна на ТАПОіЧ ще з часів «Антея» філія ОКБ в 1973 р. перетворилась на конструкторський відділ заводу, замість нього було утворено представництво, яке очолив І. Г. Єрмохін.
До будівництва першого Ан-124 були залучені найкращі сили. Сам Антонов називав її «напрямком головного удару». На збиранні літака, одночасно працювали сотні робітників. Величезний цех завжди був наповнений шумом пневмоінструментів.

#### Двигуни
Перші випробування Д-18Т на стенді почалися всього лише за три місяці до зльоту Ан-124.
Причиною затримок було кілька чинників. Розробка двигуна була доручена ЗМКБ «Прогрес», керованому тоді Генеральним конструктором В. А. Лотарєвим. В основу першого проєкту Д-18 покладено американський двигун General Electric TF-39 тягою 18200 кгс, застосований на С-5А. Однак, як з'ясувалося, це був суто військовий низькоресурсний двигун. А керівництво МАП хотіло мати єдиний двигун великої розмірності, придатний для використання і в цивільній авіації, наприклад, на Іл-86. З цієї точки зору відповіднішим аналогом був визнаний Rolls-Royce RB.211- 22. У 1976 р. задля його закупівлі до Великої Британії вирушила делегація МАП на чолі із заступником міністра з двигунобудування Дондуковим. Зрештою було поставлено завдання скопіювати RB.211-22, для чого було потрібно закупити на виділені 12 млн. USD не менше 8 примірників двигуна. Але англійці швидко розгадали плани запорізьких моторобудівників. Вони висунули категоричну вимогу, що продадуть двигуни для оснащення не менше 100 літаків. У підсумку, натурний зразок двигуна отримано не було, а створення Д-18Т пішло своїм шляхом, на основі досвіду розробки Д-36.

#### Випробування
Провідним льотчиком Ан-124 планувалося призначити заслуженого льотчика-випробувача Героя Радянського Союзу Юрія Володимировича Курліна. До своєї роботи він приступив задовго до закінчення складання «чотирьохсотки», виконавши сотні «польотів» на ІПС. Його рекомендації лягли в основу вибору багатьох параметрів системи керування Ан-124. Однак за пів року до першого польоту медкомісія тимчасово усунула Курліна від польотів, а провідним льотчиком колегія МАП затвердила В. І. Терського, що мав великий досвід випробувальних польотів на Ан-22, Ан-72 і Ан-28.
24 жовтня 1982 р. у складальному цеху, в присутності багатьох працівників КМЗ і КиАПО відбувся традиційний мітинг. Антонов розбив об водило пляшку шампанського, і тягач викотив перший дослідний Ан-124. «Перші руління і пробіжки проводилися пізно ввечері або вночі, — згадує В. І. Терський. — Погода сприяла: не було особливих опадів, не треба було чистити ЗПС. Практично відразу відчули, що двигуни перебувають в дуже сирому стані. Д-18Т випустили із запізненням, літаюча лабораторія Іл-76 з цим двигуном ще майже не літала, і ми йшли попереду, обганяючи дослідників …».
У ході наземних відпрацювань на борту Ан-124 вперше з'явилася назва «Руслан». За спогадами О. П. Леоненка, тоді начальника відділу аеродинаміки, в Антонова було не менше 6 варіантів назв, але всі вони так чи інакше були пов'язані з грецькою міфологією. А він хотів знайти щось слов'янське: серед назв, які він серйозно розглядав, була навіть «Тарас Бульба».
Опівдні 24 грудня 1982-го року Ан-124 вирулив на ЗПС заводського аеродрому у Святошині. Зробивши декілька швидкісних пробіжок, літак ще протягом 2 годин залишався на землі, доки не визирнуло сонце. Пілотували його заводські льотчики-випробувачі В. І. Терський і О. В. Галуненко, штурманом був А. П. Піддубний, бортінженер — В. М. Воротніков і А. М. Шулещенко, радистом — М. А. Тупчієнко. У тому польоті Ан-124 супроводжував L-39, пілотований С. А. Горбиком і С. В. Максимовим. «Літак, як пушинка, легко набрав висоту, — розповідає Терський. — Протягом години виконали програму з визначення деяких характеристик стійкості і керованості і пішли на посадку в Гостомелі. Щойно торкнувшись смуги, в кабіні почалося: така сильна вібрація, що здавалося — зараз все розвалиться. Як з'ясувалося пізніше, це було „шиммі“ основних опор шасі, що виникло попри всі вжиті заходи. Але швидкість вдалося швидко погасити, ми зарулили на стоянку і з побоюванням стали виходити. Хоча зруйнувалась лише одна стулка шасі і кілька тяг, але Олег Костянтинович, що під'їхав нас привітати, дуже засмутився».

## Випробування
Польоти проходили загалом добре — ще раз «Руслан» піднявся у повітря через місяць і до вересня 1983 р. проходив у Гостомелі перший етап льотно-конструкторських випробувань, провідними інженерами з яким були М. Г Харченко і В. С. Михайлов. Всього виконали 141 політ із загальним нальотом 251 год. Уже на цьому першому етапі випробувань була виявлена проблема, що стала головною для «Русланів» на багато років — низька газодинамічна стійкість Д-18Т, особливо на злітних режимах. Так, вже при виконанні восьмого зльоту внаслідок помпажу, відмовив один з двигунів. Оскільки Гостомельська ЗПС тоді ще не була продовжена, а пристрої реверсу тяги на літаку були відсутні, було прийнято рішення приземлятися в Узині. На землі з'ясувалося, що помпаж привів до руйнування колеса турбіни, а лопатки пошкодили обшивку мотогондоли. Загалом двигун надовго вийшов з ладу, і додому вирішили повертатися на трьох. Для тренування виконали кілька пробіжок з одним і двома непрацюючими двигунами, після чого літак спочатку перелетів до Гостомеля, а потім — до Святошина, де і замінили пошкоджений Д-18Т. На цьому ж етапі випробувань траплялися і відмови електронного обладнання.
Зокрема, відзначалися збої в роботі системи поліпшення стійкості, хоча вважалося, що імовірність таких відмов украй мала.
Наприкінці 1984 р. до програми льотно-конструкторських випробувань залучили другий Ан-124 (№ 01-03), на якому було проведено оцінку безпеки при імітації різних відмов. До 5 жовтня 1985 р. за цією програмою «Руслан» налітав 289 годин, виконавши 163 польоти.
У травні 1985 р. літак вперше показали радянській пресі, а через пару тижнів він дебютував на XXVI аерокосмічному салоні в Ле-Бурже. Західні журналісти відразу ж охрестили його «російським дивом», «суперзіркою» тощо, однак майже кожна публікація містила при цьому і певну «ложку дьогтю». Після повернення з Парижа П. В. Балабуєв розповідав: "Спочатку ці випади просто смішили, викликали здивування, але потім стали дратувати. Наприклад, керівники Локхід "захоплювалися нашим літаком, але в Ле-Бурже повсюди мозолив очі хвалькуватий заклик: «Якщо хочете бачити найбільший у світі літак — зверніться в „Локхід“. У підсумку наші товариші, зустрічаючи відвідувачів у просторій кабіні „Руслана“, вже не безпристрасно викладали його технічні характеристики, а мимоволі вступали в полеміку».
Щоб довести всьому світові перевагу Ан-124, відразу після завершення салону керівництво МАП ухвалило рішення про виконання на ньому низки рекордних польотів. І вже 26 липня екіпаж Терського на літаку № 01-01 в одному польоті встановив відразу 21 світовий рекорд, у тому числі абсолютне досягнення з підйому вантажу масою 171 219 кг на висоту 10750 м, переконливо перевершивши результат С-5А (111 461 кг на висоту 2000 м). У травні 1987 р. на Ан-124 № 01-08 змішаний (за участю військових) екіпаж під командуванням Терського виконав безпосадковий переліт довжиною 20 151 км уздовж кордонів Радянського Союзу за 25 год 30 хв. (злітна маса тоді досягла рекордної величини у 455 тон).
Було встановлено світовий рекорд дальності польоту замкненим маршрутом і подолано досягнення B-52Н (18 245,5 км).
Польоти на Ан-124 за програмою Державних спільних випробувань почалися в листопаді 1983 р. Їх проводили екіпажі НДІ ВПС за участю льотчиків ОКБ. До грудня 1984 року на літаку № 01-01 було виконано 157 польотів із загальним нальотом 304 год, у тому числі 18 — на великих кутах атаки. Завданням останніх була перевірка роботи системи обмеження граничних режимів і визначення ефективності вихорогенераторів, встановлених на верхній поверхні кореневої частини крила з метою усунути саму можливість виходу на критичні кути. Ці складні польоти виконав змішаний екіпаж під командуванням Терського і льотчика-випробувальника НДІ ВПС п-ка Бєльського. Пізніше в державних випробуваннях були залучені також Ан-124 № 01−03 та 01−07. З підмосковного аеродрому в Чкаловському було виконано 189 польотів загальною тривалістю 751 годин. У той же період на летючій лабораторії Іл-76 пройшли випробування двигуна Д-18Т об'ємом 414 польотів, 1288 год, а на Ан-22 № 02-03 в ході 86 польотів, 313 год, відпрацьовувався пілотажно-навігаційний комплекс «Руслана». У грудні 1986 року було підписано «Акт державного випробування дослідного важкого дальнього ВТЗ Ан-124», який визначив, що літак відповідає заданим вимогам.
Протягом наступних трьох років проводилися спеціальні випробування Ан-124 з визначення його характеристик в умовах природного обмерзання і при польоті в щільних бойових порядках, а також вивчалися його можливості з повітряного десантування людей і вантажів. Так, навесні 1988 року на першому дослідному «Руслані» екіпаж Терського виконав 37 польотів у пошуках зон обмерзання в акваторії Баренцевого моря від Нової Землі до о. Ведмежий. Коли знаходили відповідну купчасту хмару, залітали у неї, набирали на крилі і оперенні до 90 мм льоду, потім виходили в чисте небо і перевіряли стійкість і керованість літака. У тих польотах Ан-124 часто супроводжували натівські літаки, які підходили до 500 м, щоб трохи краще сфотографувати «радянське диво». Тоді ж була виконана і перша посадка «Руслана» на льодовий аеродром, розташований на о. Грем-Белл (Земля Франца-Йосифа).
В цей час екіпаж, в складі Ю. В. Курліна, на другому дослідному примірнику Ан-124 виконав 10 польотів в супутньому струмені від іншого «Руслана». Згадує Юрій Володимирович: "Найважче було виявити супутній слід, на це ми витрачали найбільше часу. Але незабаром Міша Харченко запропонував для візуалізації сліду застосовувати спалювання відпрацьованого машинного масла в гарячому струмені ДСУ. У вантажній кабіні літака встановили восьмитонний бак, а трубки вивели зрізами до вихлопних сопел ДСУ. Результат перевершив сподівання. «Я зроду нічого схожого не бачив!. Вихрова пелена опинилася точно такою, як в підручниках аеродинаміки. На відстані 5-8 км від літака вона замикалася в кільце діаметром 150—200 м, і у цій зоні збурення виявилися найбільшими. Ми перевіряли вхід і вихід у це кільце, заміряли виниклі при цьому сили і моменти, потім наближалися до головного „Руслана“ до 50 м. У цій зоні пелена, хоча й інтенсивна, але настільки вузька, що практично безпечна. Єдиною вадою „масляної“ системи візуалізації було те, що незгорілі частки забруднювали вітрове скло. Це ускладнювало посадку, через що висоту доводилося визначати радіовисотоміром. Під час однієї з таких посадок, через надто повільні доповідання штурмана про поточну висоту, наш „Руслан“ вдарився колесами в торець ЗПС, але завдяки міцному шасі все склалося вдало. Ми зробили висновок, що завдяки продуманій системі керування, потрапляння в супутні струмені іншого літака на будь-якій відстані не призводять до складних становищ, і дозволили польоти Ан-124 в щільних бойових порядках».
У 1989 році Ан-124 № 01-08 обладнали для повітряного десантування і проводили з нього скидання манекенів і вагових макетів військової техніки, у тому числі моновантажів масою до 25 т. Але якщо з останніми проблем не виникло, то результати скидання манекенів змусили конструкторів замислитися. Сильні завихрення потоку за величезним фюзеляжем «Руслана» призвели до того, що манекени безжально жбурляло і заплутувало стропи витяжних парашутів.
У підсумку, стрибки людей через хвостовий вантажолюк визнали небезпечними, а щоб забезпечити покидання літака десантниками, в обох бортах вирішили облаштувати додаткові двері. Борт № 01-08 пройшов таке доопрацювання, проте з боку ВТА запитів на переобладнання стройових машин не надійшло, і цей «Руслан» залишився єдиним у своєму роді.
Окремою сторінкою в історію Ан-124 увійшов період з січня 1990 по грудень 1992 року, коли на літаках № 01-01,01-03, 05-07 і 02-08 проводився комплекс сертифікаційних випробувань на відповідність цивільним Нормам льотної придатності НЛГС-3. Випробування передбачали: оцінку льотних характеристик, у тому числі в умовах високих температур, визначення оптимальної посадкової конфігурації, оцінку методик скорочення часу прогріву двигунів на виконавчому старті, оцінку безпеки польоту при імітації відмов бортових систем, визначення рівня шуму тощо. Для виконання цих робіт потрібно 266 польотів тривалістю 732 год. В одному з них 13 жовтня 1992 року сталася перша катастрофа «Руслана». Ан-124 № 01-03 під керуванням екіпажу С. А. Горбика виконував завдання з визначенням характеристик керованості при максимальному швидкісному натиску. У мить найбільшого аеродинамічного навантаження відбулося руйнування носового обтічника РЛС, а потім і всієї підіймальної носової частини фюзеляжу. Уламки конструкції пошкодили обидва праві двигуни, що призвело до їх зупинки. У виниклій ситуації екіпажу не вдалося дотягнути до аеродрому, літак впав на ліс під Києвом, загинули 8 випробувачів, що стало важкою втратою для колективу АНТК. До цієї катастрофи призвів трагічний збіг обставин, серед яких було і зіткнення з птахом на зльоті перед виконанням цього завдання.
До цієї хвилини випробування були вже практично завершені, як і розробка «Сертифікаційного базису літака типу Ан-124-100», який чітко визначив технічний вигляд цивільного варіанту «Руслана». Літак пройшов всі передбачені Нормами льотної придатності перевірки, і катастрофа не змогла підірвати довіри до нього. 30 грудня 1992 року «Руслан» отримав від Авіареєстру МАК Сертифікат льотної придатності як цивільне транспортне повітряне судно.
Однак далеко не всі проблеми досі вдалося подолати. Як і раніше лихоманило двигуни Д-18Т 0-ї і 1-ї серій: тривали їх відмови, особливо на злітних режимах, складна система керування реверсом та інше. За перші 11 років експлуатації зафіксовано не менше 189 випадків серйозних відмов, в основному, двигунів і системи випуску та прибирання шасі. Виходом могло б стати оснащення літаків двигунами 3 серії, але зважаючи на їх дорожнечу це не по кишені навіть комерційним структурам, які експлуатують «Руслани», а тим більше — військовим. Ан-124 ВТА РФ, продовжують літати на межі ризику з застарілими як фізично, так і морально силовими установками.

## Конструкція

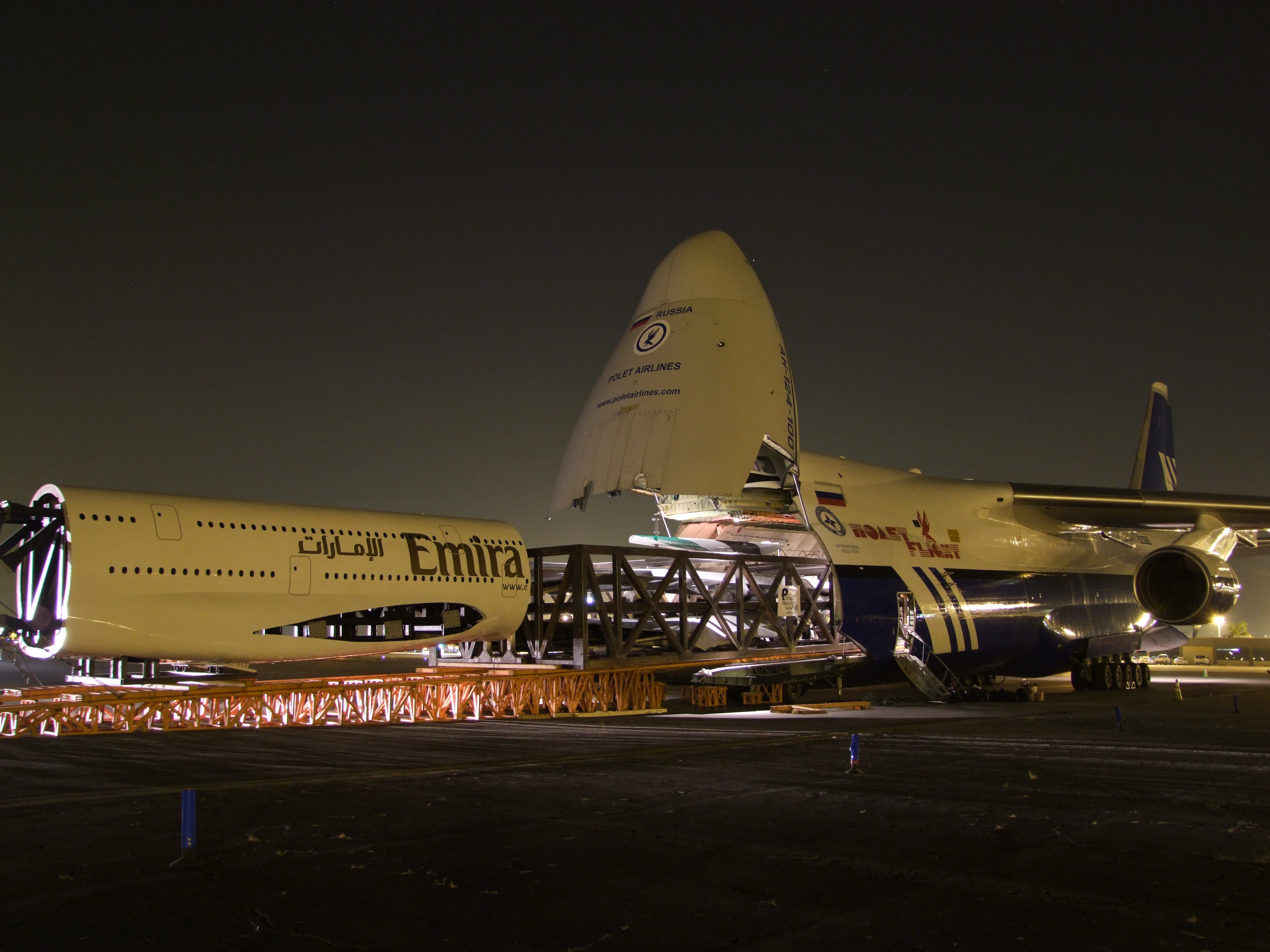

Ан-124 виконано за звичною для військово-транспортних літаків схемою високоплана зі стрілоподібним крилом порівняно великого подовження, однокілевим хвостовим оперенням і багатоколісним шасі, що прибирається в польоті. В конструкції планера літака широко використовуються композиційні матеріали. З них виконано 5 000 кг конструкції планера (1 500 м² обшивки), що дозволило знизити масу порожнього літака на 2 тони. При створенні літака застосовано крило відносно товстого стрілоподібного суперкритичного профілю, що в поєднанні з ретельною обробкою форми фюзеляжу обумовило високі аеродинамічні якості та, відповідно, велику дальність польоту.
Фюзеляж літака розділено на дві палуби і з метою зручності обслуговування, ремонту і збільшення ресурсу розбитий на ряд герметичних відсіків спеціалізованого призначення: вантажна кабіна, верхня передня палуба для розміщення основного і змінного екіпажів (по 7 осіб) і обладнання, верхня задня палуба для розміщення людей, що супроводжують вантаж (80 осіб). Наддув вантажної кабіни забезпечує перепад тиску не менше 25 кПа. Це дозволяє перевозити пасажирів на висоті 8000 м без кисневого обладнання.

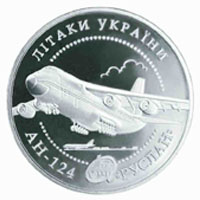
Монета присвячена літаку Ан-124

Завдяки наявності переднього (відкидна носова частина) і заднього вантажних люків забезпечується можливість оперативно здійснювати завантаження і вивантаження нестандартних вантажів в обох напрямках. Герметична вантажна кабіна забезпечує перевезення вантажів загальною масою до 120 тонн, парашутне десантування вантажів загальною масою до 100 т на платформах та спеціально підготовлених вантажів та техніки, що виключають застосування платформ. Об'єм вантажної кабіни перевищує 1000 м³. Будучи виконаною з титанового сплаву, підлога вантажної кабіни дозволяє завантаження всіх видів техніки з навантаженням на вісь до 12 тонн при розміщенні в один ряд і до 10 т при розміщенні в два ряди. Кабіна обладнана двома бортовими кранами вантажністю по 10 тонн і пересувними електричними лебідками з тяговим зусиллям до 4,5 тонни кожна. Роликове обладнання дозволяє завантажувати і вивантажувати моновантажі масою до 50 тонн.
Багатоколісне шасі оснащене системою присідання, завдяки якій суттєво зменшується нахил рамп і полегшуються вантажні роботи. Кожна основна опора шасі складається з п'яти незалежних двоколісних опор. Система керування поворотом передніх опор шасі сприяє розвороту літака на злітній смузі шириною до 50 метрів з використанням асиметрії тяги двигунів. Для повного використання можливостей Ан-124 має експлуатуватись з бетонованих злітних смуг завдовжки понад 3000 метрів. Однак, попри великі розміри і масу, літак спроможний виконувати польоти і з ґрунтових злітних смуг.
Силова установка складається з чотирьох турбовентиляторних двигунів Д-18Т конструкції Лотарєва. Крім великої потужності (229,75 кН), ці двигуни вирізняються малою масою, низькою витратою пального і невисоким рівнем шуму. Максимальна маса палива, обмежена злітною масою літака, становить 213 740 кг. Маючи вантажність і дальність польоту в 2-3 рази більше ніж Ан-22 чи Іл-76, «Руслан» витрачає палива на 1 тонно-кілометр в 2,5-3 рази менше. Дальність польоту Ан-124 з максимальним навантаженням 120 тонн становить 5600 км, а з навантаженням 40 т — 11000 км, і за цим показником він переважає американський важкий транспортний літак C-5B Galaxy.

## Модифікації
- «Виріб 400» — робочий шифр літака під час проєктування
- Ан-124 — базова модифікація військово-транспортного літака
- Ан-124-100 — комерційний транспортний літак. Відрізняється двигунами Д-18Т третьої серії і відсутністю спеціального військового обладнання. Випускається з 1990 року в Києві і з 1993 року в Ульяновську. Виготовлено 7 літаків. Ще 15 літаків переобладнано з раніше випущених Ан-124.
- Ан-124-100М — зі скороченим до 4 осіб екіпажем. Відрізняється двигунами Д-18Т четвертої серії, складом устаткування. Максимальна вантажність 150 т. Злітна маса збільшена до 402 т. Розроблений в 1996 році.
- Ан-124-100М-150 — модифікація літака Ан-124-100 з модернізованим бортовим обладнанням, зменшеним складом екіпажу, збільшеною вантажністю, збільшеною злітною масою (до 402 т) і максимальною дальністю польоту (до 15,5 тис. км). Відповідає перспективним вимогам ICAO.
- Ан-124-200 — модифікація літака Ан-124-100 з модернізованим бортовим обладнанням, зменшеним складом екіпажу до 4-х осіб і збільшеною вантажністю в 150 тонн.
- Ан-124-210 — модифікація літака Ан-124-100 з модернізованим бортовим обладнанням, використанням двигунів Rolls-Royce RB211-524Н-Т, зменшеним складом екіпажу і збільшеною вантажністю.
- Ан-124-300 відрізняється від Ан-124-100М-150 подовженим на 6 м фюзеляжем, що дозволяє при тому же максимальному комерційному навантаженні в 150 т збільшити злітну масу до 553 т і, відповідно, максимальний запас палива — до 295 т, максимальну дальність польоту — до 16,8 тис. км.
- Ан-124FFR — пожежний (проєкт).
- Ан-124-KC — літак-авіазаправник (проєкт).

Ан-124 задумувався як базовий для ряду модифікацій, серед яких на етапі ескізного проєкту розглядалися літак-заправник і вантажно-пасажирський варіант. До останнього конструктори АНТК неодноразово поверталися і на пізніших стадіях програми. У період оптимістичних прогнозів зростання обсягу пасажирських перевезень в СРСР він трансформувався в чисто пасажирську версію, призначену для доставляння понад 800 осіб на дальність до 10000 км. Паливну ефективність обіцяно довести до рекордного в ті часи рівня 25-26 г/пасаж/км. Створення такого літака вимагало серйозної переробки фюзеляжу: ліквідації вантажолюків, організації вхідних дверей, аварійних виходів та ілюмінаторів, а головне — збільшення надлишкового тиску всередині вдвічі. Практично це вело до того, що від фюзеляжу залишалася тільки зовнішня геометрія, а конструкцію слід було робити заново. Але не труднощі реалізації, а відсутність реальної потреби в такому лайнері-гіганті призвело до відмови від проєкту.
Єдиною реалізованою дотепер модифікацією літака залишається Ан-124-100 — цивільна версія. Необхідність у такій машині виникла, коли військовий Ан-124 став стрімко виходити на світовий ринок комерційних перевезень, не маючи на це формального права через відсутність Сертифікату льотної придатності. Конкуренти досить швидко намацали це слабке місце і вийшли з ініціативами у відповідні органи. У результаті польоти Ан-124 у комерційних цілях були формально заборонені, а АНТК за участю ЗАТ «Авіастар» нічого не залишалося, як модернізувати його і провести дорогі сертифікаційні випробування.
Перш за все з літака зняли зайве для цивільного вжитку — обладнання для військового застосування  (радіоелектронне і десантно-транспортне), змінили склад кисневого устаткування. Встановили радіостанції з цивільними частотами, пілотажно-навігаційні прилади з футовою системою вимірювання та інше необхідне для польотів міжнародними трасами обладнання. Було обмежено кут висунення закрилків на посадці з 40 до 30 град. У зв'язку з тим, що темп зношення планера при виконанні комерційних рейсів у 1,7-2,2 рази вище, ніж у ВПС, для Ан-124-100 була розроблена нова система індивідуального продовження цього найважливішого показника, що гарантує безпеку навіть за умов дуже інтенсивної експлуатації літака. Були зроблені й такі важливі речі, як облагороджений інтер'єр жилих приміщень, встановлені туалети, нанесені необхідні написи англійською мовою тощо. Випуск цивільного варіанта «Руслана» спеціально для АНТК почався на «Авіанті» в 1990-91 рр. (літаки № 02-08 і № 02-10). А в березні 1993 р., після завершення сертифікаційних випробувань, ухвалено Міжурядове українсько-російське рішення № 490-93 про Ан-124-100. Потім, до 1995 року в Києві і Ульяновську було випущено ще п'ять цивільних «Русланів» (серійні № № 03-01, 03-02, 07-08, 07-09, 07-10). Ще 15 вихідних Ан-124 були перероблені в Ан-124-100. Всі вони надійшли в комерційну експлуатацію.
Проте всі ці важливі і необхідні роботи практично не торкнулися головної проблеми, що властива як військовим, так і комерційним «Русланам» — низької газодинамічної стійкості маршових двигунів Д-18Т ранніх серій.
Незважаючи на байдужість до цього питання з боку основного замовника літака — МО РФ, колективи ЗМКБ «Прогрес» (Генеральний конструктор — Ф. М. Муравченко) і ЗАТ «Мотор Січ» (Генеральний директор — В. А. Богуслаєв) протягом 90-х рр. всіма шляхами вишукували кошти на модернізацію силових установок. Лише в 1997 р. вдалося почати випуск двигунів третьої серії, які увібрали в себе весь 12-річний досвід експлуатації Д-18Т і на яких реалізовано повний комплекс заходів щодо підвищення їх надійності, економічності і довговічності. Міжремонтний ресурс двигунів досяг 6000 год, а призначений ресурс планується довести до 24000 год. Проте, ціна нового Д-18Т третьої серії становить приблизно 4,0 млн. USD, що дуже дорого для більшості нинішніх власників «Руслана». Тому експлуатанти воліють не купувати їх, а допрацьовувати в ході планових ремонтів до рівня 3-ї серії двигунів 0-ї і 1-ї серій, отримуючи в результаті так звані «двигуни профілю» «Н», тобто «Надійні».
Ан-124-100 оснащуються мотогондолами з шумопоглинальними елементами, що забезпечують відповідність найсучаснішим вимогам ІКАО за рівнем шуму на місцевості. На них встановлюється сучасна система супутникової навігації 3MGPS. У зв'язку із скороченням до 300 м інтервалів вертикального ешелонування при польотах над Атлантикою на Ан-124-100 проведені необхідні доробки та отримано додаток до Сертифіката типу. Встановлено також систему запобігання зіткнень літаків у повітрі TCAS-2000 виробництва Honeywell. Конструкторська документація на ці зміни передана серійним заводам, де в цей час допрацьовуються машини авіакомпаній. Однак процес поступового вдосконалення типової конструкції «Руслана» не завершено. З урахуванням досвіду експлуатації посилюються деякі елементи крила і фюзеляжу, удосконалюється передня рампа і вантажна підлога для зручності роботи наземних автонавантажувачів, посилюється антикорозійний захист деяких уразливих зон тощо. У середині 2000 р. завершаться роботи по встановленню на літак системи запобігання зіткнення із землею СППЗ-3.
У 1996-97 р. АНТК передав на ЗАТ «Авіастар» конструкторську документацію варіанта модернізації, який отримав позначення Ан-124-100М і передбачає заміну частини навігаційного і радіо-зв'язкового обладнання, установку двигунів третьої серії з шумопоглинальними мотогондолами, а також скорочення чисельності екіпажу з 6 до 4 осіб. Однак, у такому вигляді нові «Руслани» не будуються, лише пропонується модернізація наявних в експлуатації. Опрацьовано і варіанти оснащення літака західними двигунами, зокрема, американськими CF6-80C2, що отримав позначення Ан-124-200. На тендері, оголошеному МО Великої Британії, був представлений варіант Ан-124-210 з англійськими двигунами Rolls-Royce RB211-524H-T. Застосування названих ДТРД дозволяє на 8-10 % збільшити практичну дальність польоту та істотно скоротити злітну дистанцію, забезпечує можливість зльоту з більшою корисним навантаженням при високих температурах навколишнього повітря і в умовах високогір'я. В кооперації з американською фірмою Honeywell і російською «Авиаприбор» нові версії «Руслана» пропонується оснастити сучасним цифровим обладнанням та рідкокристалічними дисплеями в кабіні пілотів. Це дозволить знизити вагу обладнання, підвищити його надійність, розширити функціональні можливості, скоротити чисельність екіпажу до 3 осіб. Відповідно до вимог ICAO встановлюються нові системи запобігання зіткнення із землею EGPWJ та супутникового зв'язку SATCOM. Крім того, на літаках передбачено застосування технологій зменшення посадкової дистанції відпрацьованих на Ан-70. Той чи інший варіант модернізації обов'язково, можна сказати, неминуче буде здійснено, у протилежному випадку літак з часом просто втратить конкурентоспроможність. Труднощі сьогодні викликає лише пошук необхідних засобів для модернізації.
Останнім часом майбутнє Ан-124 пов'язується не тільки з транспортними перевезеннями, але й участю в ряді космічних програм як стартової платформи для запуску ракет повітряних носіїв. Підставою для оптимізму тут служить велика світова потреба у виведенні на орбіту легких космічних апаратів масою до 3 т, яка оцінюється приблизно в 2000 пусків у період до 2015 р. Розрахунки показують: при старті з літака маса виведеного на орбіту ракетою корисного вантажу зростає на 20-25 %, що дозволяє знизити собівартість виведення та зробити проєкт привабливим для замовників. Зараз найближчий до практичної реалізації авіаційно-космічний ракетний комплекс «Повітряний старт», в якому, поряд з АНТК, беруть участь російські підприємства — РКК «Енергія», авіакомпанія «Політ», СНТК ім. Н. Д. Кузнєцова та ряд інших. Для участі в цій програмі Ан-124-100 оснащується системами, що забезпечують завантаження транспортно-пускового контейнера з ракетою у вантажну кабіну, десантування його в районі пуску, керування польотом ракети і контроль її систем, передачу телеметричної інформації в ЦУП та іншим споживачам. Найпомітнішою переробкою конструкції літака є доопрацювання заднього вантажолюка для десантування ракети. Деякі зміни, необхідні для виконання маневру на розділення з ракетою, зазнає і система управління літака. Відповідно до постанови уряду РФ № 1702-р від 1 грудня 1998 авіакомпанія «Політ» для використання в проєкті «Повітряний старт» отримує з ВТА чотири «Руслани» (бортові позначення РА-82024, −82010, −82014 і літак з тактичним номером «10» — колишній РА-82026, серійні номери відповідно 02 — 05, 01-09, 05-03 і 02-07). Перший комерційний пуск було заплановано на 2003 р.
Після закінчення держвипробувань почалося освоєння Ан-124 стройовими частинами ВТА СРСР. У доктрині застосування ВТА новому важкому стратегічному ВТЗ відводилася роль перевізника великогабаритної бойової техніки, вантажів і особового складу в зони бойових дій або тактичних навчань. Літак вперше дозволив перекидати повітрям майже 100 % техніки і озброєння Сухопутних військ, ВПС, ППО і ракетних військ стратегічного призначення.
Перші Ан-124 надійшли на озброєння 12-ї Мгінської військово-транспортної авіаційної дивізії (ВТАД), у складі якої знаходилися 3 полки Ан-22 (566-й — у Сещі Брянської обл., 81-й — в Іваново і 8-й — в Твері). За рішенням головкому ВПС маршала авіації О. М. Єфімова першим місцем базування нового літака-гіганта була обрана сещенська база, тому що її інженерно-технічне оснащення та забезпечення в цілому відповідали необхідним вимогам. Була лише збільшена довжина ВПП на 600 м, після чого вона досягла 3300 м. У 1985 р. в 566-му ВТАП організували 4-у ескадрилью, особовий склад якої приступив до вивчення експлуатаційно-технічної документації Ан-124. Тоді ж в АНТК ім. О. К. Антонова пройшла навчання велика група фахівців ІАС і служб забезпечення 12-й ВТАД, які повинні були першими отримати допуск на обслуговування «Русланів».
Протягом наступного року Ан-22 сещенського полку були розосереджені по двох інших, а 10 лютого 1987 в Сеще приземлився перший Ан-124 № 01-04, пілотований екіпажем під командуванням підполковника В. В. Ніколаєва. Цей літак був побудований в Києві. Через 4 дні в частину прибув і перший Ан-124 № 01-07, випущений в Ульяновську. Протягом двох років з обох підприємств в полк прибули такі машини: № № 01-05, 01-06, 02-01 від 02-06 до (київські) і 01-09, 01-10, 05-01 від 05 до — 08 (ульяновські). У цей період 566-м ВТАП командував п-к А. Т. Похмурий, його заступником з ІАС був підп-к В. Копніцкій. Прийшовши на зміну «Антею», «Руслан» виявився на порядок складнішим попередника і вимагав величезних зусиль при освоєнні не тільки від військових, але і від сотень підприємств МАП. Для оперативного розв'язання виниклих питань в Сещу направили велику групу представників промисловості на чолі з уповноваженим МАП В. Чмільовим. До групи увійшли фахівці серійних заводів, а також бригада конструкторського супроводу АНТК у складі С. Бєлозьорова, В. Миронюка, В. Лєвшуна, А. Щєрбуха, Г. Стрєльцова, А. Тарасенка, О. Баєва, В. Мостового, О. Юфи тощо. У початковий період експлуатації «Русланів» були виявлені проблеми, пов'язані з низькою надійністю і газодинамічною стійкістю маршових двигунів (початковий ресурс яких був встановлений в 300 год), великою кількістю відмов РЕО, недостатньою герметичністю фюзеляжів, а також відсутністю необхідної кількості засобів наземного обслуговування. Для усунення виявлених недоліків було вжито необхідних заходів, зокрема, підсилено капоти газогенераторного контуру Д-18Т, доопрацьовано інші елементи конструкції двигуна.
Поступово екіпажі «Русланів» стали переходити від тренувальних польотів до виконання своїх основних функцій, хоча перші рейси були пов'язані не з військовими завданнями, а з участю в перевезеннях вантажів постраждалим від землетрусу у Вірменії в грудні 1988 р. Тоді 9 військових «Русланів» перекинули в аеропорт Звартнотц за 28 рейсів 2058 т продовольства, медикаментів, аварійної техніки і т. д., налітавши 377 годин. Польоти тривали і в наступному році, протягом якого полк перевіз до Вірменії ще 7645 т вантажів і техніки, серед яких були і об'єкти масою понад 100 т. У 1990 р. екіпажі Д. Ситнікова та С. Бєлозьорова доправили до Вірменії через США комплект обладнання для будівництва заводу залізобетонних виробів. При цьому злітна маса машин досягала 420 т, що на 28 т перевищувало максимально допустиму величину.
Тим часом «Руслани» продовжували надходити на озброєння 566-го полку. Їхній парк в 1989 р. становив вже 28 машин, з них 11 київського виробництва та 17 — ульяновського. При цьому літак № 05-07 з частини був переданий у розпорядження ГК НДІ ВПС у Чкаловське для проведення на ньому комплексу контрольно-серійних випробувань за окремою програмою. Ця робота закінчилася в середині 1991 р. Однак згадана машина так і залишилася в розпорядженні москвичів. Останнім часом літак намагаються використовувати для виконання комерційних рейсів під маркою Ан-124-100, хоча таким він не є. У всій ВТА РФ є лише один Ан-124-100, отриманий шляхом доопрацювання літака № 05-06.
З огляду на збільшення кількості літаків у полку, директивою МО СРСР від 25 січня 1989 був сформований 235-й ВТАП (командир п-к В. В. Ніколаєв, заст. командира з ІАС підп-к Ю. Сідоров), що входить в 12-й ВТАД і також розміщений у Сеще. Спочатку в новий полк з 566-го ВТАП передали літаки № № 01-09, 01-10, 05-09, 05-10 і від 06-01 до 06-05. Перші польоти новий полк здійснив 11 січня 1990 р. на машинах № № 01-09 і 01-10. 28 березня 1991 р. наказом Верховного Головнокомандувача М. С. Горбачова Ан-124 був прийнятий на озброєння.
За два роки до цього уряд СРСР офіційно дозволив залучати «Руслани» до цивільних перевезень, і обидва полки приступили до виконання платних рейсів за заявками комерційних фірм в усі куточки планети. Так, тільки в 1990 р. вони перевезли 51 одиницю великогабаритної техніки.
У травні того ж року два екіпажі 566-го ВТАП, одним з яких керував командувач ВТА генерал-полковник В. В. Єфанов, перевезли 34 джипи «Ленд Ровер», запчастини та провізію учасників авторалі «Кемел Трофі-90» з Фарнборо (Англія) в Братськ. У грудні екіпаж п-ка А. Т. Угрюмова перевіз 120 т баранини з Нової Зеландії до Бельгії. У липні 1991 р. НААн-124 № 05-07 під командуванням підп-ка В. Пономарьова перевезли з Москви до Касабланки (Марокко) реквізит і звірів московського цирку, включаючи слона. У зв'язку зі збільшенням кількості комерційних рейсів, Відділення перельотів, що займалося їх організацією в структурі Штабу ВТА, перетворили у Відділ повітряних перевезень зі штатом у 27 осіб. Цей підрозділ, керований п-ком Є. П. Крючковим, організовував виконання директивних і платних повітряних рейсів, у тому числі і міжнародних, укладав договори, забезпечував взаємодію з ЦА. Отримані від комерційних перевезень кошти дозволяли закуповувати запчастини для авіатехніки, покращувати підготовку льотного складу, будувати житло і розв'язувати інші проблеми.
З грудня 1990 військові «Руслани» приєдналися до доправляння гуманітарної допомоги в СРСР. Починаючи з 1992 року, Ан-124 літали вже під прапором Російської Федерації. Так, у липні екіпаж підп-ка Є. Данилова з 235-го ВТАП доправив до Іспанії 4 Мі-8 та спецобладнання для гасіння лісових пожеж. 5 січня 1993 р. за 10 годин 25 хв Ан-124 того ж полку з двома екіпажами на чолі з підп-ками М. Єркіним і М. Нагорним здійснив переліт з Твері (РФ) через Північний полюс в Едмонтон (Аляска), доправивши на американський континент Мі-8 і Мі-24. У вересні того ж року з Пхеньяну (КНДР) в Луанду (Ангола) перевезли бойову техніку, зокрема 3 танки Т-62. У той же період обидва полки долучилися до вирішення транспортних завдань в інтересах економіки РФ. Наприклад, 5 червня 1995 р. екіпаж п-ка Н. Підрізу з 235-го ВТАП перевіз з аеродрому Східний в селище Полярний два підшипники для млинів гірничозбагачувального комбінату масою по 40 т. У березні-квітні 1996 р. екіпажі 566-го ВТАП під загальним керівництвом генерал-п-ка В. В. Єфанова виконали унікальну транспортну операцію: з аеродрому Тенкелі (Якутія) до Новосибірська за 6 рейсів було перевезено 602 т руди рідкісноземельних металів, назад доправлено 462 т продуктів і товарів народного споживання. Тоді вперше в експлуатації на «Руслані» були виконані посадки на ЗПС з природним покриттям — трамбований сніг і щебінь. Із завданням впоралися найкращі льотчики полку: п-ки А. Андронов, Н. Сіндєєв, Є. Лук'яненко.

## Серійне виробництво
Спочатку серійне виробництво Ан-124 передбачалося в Києві, але на початку 80-х рр. щойно запущений Ульяновський авіаційний промисловий комплекс (УАПК, директор — Ф. З. Абдулін) майже опинився без роботи. Побудоване для масового випуску бомбардувальників Ту-160, це одне з найбільших у Європі підприємств стало першою жертвою політики обмеження стратегічних озброєнь. Величезний комплекс терміново потрібно було зайняти справою, і в 1983 р. уряд СРСР ухвалює рішення залучити його до виробництва «Русланів». Для освоєння нової машини в Київ з Ульяновська приїхало багато спеціалістів та робітників.
Заради оперативного розв'язання конструктивно-технологічних питань і здійснення авторського нагляду за роботами з підготовки серійного виробництва Ан-124 на УАПК було організовано представництво АНТК, а представником Генерального конструктора призначили В. І. Новікова.
Другий «Руслан» (№ 01-03) злетів у Києві в грудні 1984 (Командир — Ю. В. Курлін). В Ульяновську в жовтні 1985 р. першим здійнявся в небо борт № 01-07 (командир — О. В. Галуненко). Згідно з новими планами, в Києві, крім 6 літаків першої серії, передбачалося будівництво ще тільки 30 літаків другої, третьої і четвертої серій, а інші 60 мали паралельно будуватися в Ульяновську, зокрема і 3 машини 1 — серії.
Насправді у Києві було випущено всього 17 серійних машин, на Волзі — 33 літаки (крайній № 07-10 — у 1995 р.). Якщо вважати першу дослідну машину і примірник для статичних випробувань, то всього було побудовано 52 «Руслана». Крім того стоять недобудованими в УАПК (нині ЗАТ «Авіастар») — три (№ № 08-01, 08-02, 08-03). Дві з цих машин згодом збиралася викупити авіакомпанія «Волга-Дніпро». Літак 03-03, що будувався в Києві, добудовано та передано для застосування 2003 року. Станом на 2013 рік літак експлуатувався в авіакомпанії «Maximus Air Cargo».

## Історія використання

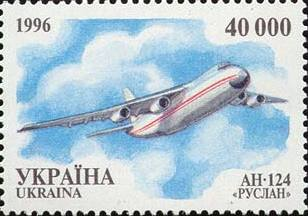
Марка 1996 р.

В 1985 році Ан-124 вперше показувався на авіасалоні в Парижі. Аерофлот почав експлуатацію літака у 1986 році. Переважно він працював на авіалініях в Сибіру, перевозячи вантажі незвичайно великих розмірів для промислових розробок газу й нафти. На озброєння військово-транспортної авіації колишнього СРСР літак надійшов в січні 1987 року. Станом на початок 1998 року було створено 54 робочих примірники і один планер літака для статвипробувань. Сьогодні Ан-124 експлуатується двома полками військово-транспортної авіації Росії (26 літаків), а також авіакомпаніями України, Російської Федерації, ОАЕ та Лівії.
Для військових перевезень літак застосовувався під час бойових дій в Афганістані і в районі Перської затоки (для перевезення зенітно-ракетного комплексу «Патріот»).
В період кризи в районі Перської затоки в січні 1990 року літак Ан-124 доставив одним рейсом 451 біженця з Омана в Дакку (літак було дообладнано туалетними блоками з хімічною регенерацією, баком на 570 л питної води, а також покриттям кабіни гумою, що дозволило розміщувати пасажирів лежачи).
Розпад СРСР серйозно порушив плани подальшої експлуатації Ан-124 в ВТА. У першу чергу це пов'язано з різким зниженням держфінансування програм освоєння й доведення цих літаків. Якщо раніше всі необхідні доробки, відновлення та ремонт на літаках обох полків виконувалися бригадами заводів-виготовлювачів (відповідно до місця виготовлення), то в новій ситуації ці роботи були практично згорнуті. Те ж стосується діяльності підприємств-розробників покупних виробів зі збільшення їхніх ресурсів і термінів служби. Зокрема, з 1992 р. на літаках київського виробництва через невиконання зобов'язань МО РФ ці роботи взагалі припинені. Тому літаки обох полків опинилися перед реальною небезпекою назавжди залишитися на землі. З 1996 р. перед Ан-124 обох полків встала нова проблема, пов'язана з відпрацюванням календарного терміну служби (10 років). Велика науково-дослідна робота, проведена фахівцями АНТК ім. О. К. Антонова, ЦАГІ і НІІЕРАТ, дозволила вийти з цієї ситуації. Концепція «безремонтної експлуатації Ан-124», висунута П. В. Балабуєвим, отримала право на життя — «Руслан» став першим «Аном», що експлуатується за технічним станом. Відповідно до «Програми дослідження технічного стану літака Ан-124» всі машини в міру оплати таких робіт були піддані ретельному огляду об'єднаної комісією та отримали рекомендації про необхідні заходи для продовження експлуатації.
За поточної глобальної військово-політичної обстановки Ан-124 як важкий стратегічний ВТЗ виявився не дуже потрібним. Середній наліт військового «Руслана» за весь час експлуатації склав всього 900—1500 годин, що в 4-5 разів менше нальоту його комерційних «братів». Більшості літаків, що перебувають в ВТА Ан-124, найближчим часом загрожує списання на брухт.
Подібний факт вже мав місце, коли недалекоглядність чиновників стала причиною поступового знищення парку «Антея», які ще могли б служити з високою економічною віддачею мінімум 5-7 років. Порятунок для військових «Русланів» може виходити від комерційних структур, які могли б викупити деякі з них і тим самим продовжити життя цим унікальним машинам, приреченим державою на вимирання.
Щойно з'явившись на світ, Ан-124 став для Заходу новим символом  загрози, оскільки тамтешні аналітики вважали, що завдяки йому радянські війська здобули якісно новий рівень стратегічної мобільності. Інтерес до літака у світі проявлявся величезний, але тоді він був засекречений. На паризькому авіасалоні 1985 р. літак був вперше показаний привселюдно, і ним негайно зацікавилася англійська вантажна авіакомпанія для доправлення важкого звідного крана. Її представники, побачивши на борту «Руслана» напис «Аерофлот», подумали, що це правда, і почали атакувати представника Аерофлоту запитами. Той переадресував їх в «Авіаекспорт». Проте і там конкретної розмови не вийшло, оскільки літак насправді був призначений тільки для Міноборони. У наступні три роки Ан-124 представлявся на авіасалоні в Канаді, Великій Британії, Сінгапурі, США, Австралії, Китаї, і подібні історії повторювалися неодноразово.
В АНТК ці звернення не залишилися непоміченими. Поступово ставало зрозуміло, що створено літак з небаченим комерційним потенціалом. Тим більше, що тоді фінансування діяльності фірми з держбюджету стало давати перебої. Керівництво АНТК зуміло вчасно оцінити ситуацію і взяти курс на самофінансування шляхом організації власного авіатранспортного підрозділу. Через три-чотири роки, коли розвалився Радянський Союз, разом з ним МАП, а традиційні джерела надходження коштів вичерпалися, це врятувало підприємство. Однак, в 1987-88 рр., щоб отримати від уряду дозвіл почати заробляти, літаючи на Ан-124, довелося докласти багато зусиль.
Але в свій час, за прямим дорученням уряду СРСР на Ан-124 було виконано декілька унікальних перевезень цивільних вантажів, про які багато писала преса. Першою з них стало доставлення у грудні 1985 р. на дослідному екземплярі «Руслана» 152-тонного кар'єрного самоскида «Юклід» з Владивостока в Полярний (Якутія). Через великі габарити (тільки колеса мали діаметр 3,5 м) машину довелося розібрати і перевезти за два рейси, які виконав екіпаж А. В. Галуненка. 31 травня наступного року на «Руслані» з Харкова до Ташкенту було відправлено робоче колесо гідротурбіни діаметром 6 м і масою 80 т для Таш-Кумирської ГЕС. Через 20 днів тим же маршрутом «пішло» і друге аналогічне колесо. Після землетрусу у Вірменії серед інших вантажів екіпаж А. В. Галуненко перевіз на Ан-124 в зону лиха 120-тонний кран «Лібхерр». Усе це ще більше підсилило інтерес до літака.
Компанія Boeing користується послугами російського вантажного авіаперевізника Волга-Дніпро для постачання великогабаритних компонентів літаків на літаках Ан-124. Ан-124 виявився єдиним літаком спроможним перевозити масивні турбіни General Electric GE90, що використовуються у авіалайнері Boeing 777.
Однак вже перші роки комерційної експлуатації показали не тільки високу ефективність «Руслана», але і виявили деякі недоліки. Головний з них — відсутність обладнання для перевезення генеральних вантажів, що відповідає міжнародним стандартам. Автономне навантажувальне обладнання літака не стикується з вантажними терміналами добре оснащених міжнародних аеропортів. Це збільшує час завантаження спакетованих вантажів.
Необхідний комплект устаткування був розроблений в АНТК в 1992-93 рр. Він містив фальшпідлогу з кульовими і роликовими секціями, напрямні для контейнерів і піддонів, замки, обмежувачі тощо. Технічна документація на його виготовлення передана до Ульяновська на завод-виготовлювач.
Зірковий час Ан-124 настав з початком війни в Перській затоці. Виявилося, що за універсальності застосування конкурентів у нього просто немає. Літаки «фірми „Руслан“», як у світі стали називати авіатранспортний підрозділ АНТК), доставляли в район бойових дій американські зенітні комплекси «Петріот», евакуювали звідти біженців (до 451 людину за рейс), перевозили протигази до Саудівської Аравії, потім устаткування для гасіння пожеж на нафтосвердловинах, і брали участь у відновленні Кувейту.
У березні 2006 р. НАТО орендувало літаки Ан-124 для тимчасового розв'язання проблеми дефіциту стратегічних авіатранспортних перевезень в ЄС на період, поки на початку 2010 року не почнуть надходити літаки Аеробус А400М. За контрактом два літаки Ан-124-100 передаються в постійний чартер, два — на замовлення за шість днів, а ще два — на умовах попередження за дев'ять днів.
Авіакомпанії «Авіалінії Антонова» та «Волга-Дніпро» є найбільшими перевізниками літаками Ан-124-100, станом на 2003 рік, вони контролювали разом понад 90 % світового ринку авіаперевезень великогабаритних і надважких вантажів.
Обсяг ринку оцінюється в 82 машини. На 2010 рік був опціон на 61 літак, 52 з них мала намір придбати Росія. Серед можливих замовників називали Об'єднані Арабські Емірати і Кувейт. 29 вересня 2010 року президент Дмитро Ківа заявляв, що підприємство спільно з USAerospace допустили до участі в тендері Міноборони США на постачання літаків-паливозаправників, загальна сума якого становить $50 млрд. КБ «Антонов» запропонує на тендері три різні моделі літаків: Ан-124-KC, Ан-122-KC і Ан-112-KC. Як відзначають представники української компанії, ці машини мають ряд переваг. Наприклад, їх корпус міцніший; крім того, ці літаки можуть здійснювати зліт і посадку на мокре покриття злітно-посадкової смуги. Якщо контракт з КБ таки буде підписаний, літаки для ВПС США будуть вироблятися в Україні, проте остаточна збірка буде здійснюватися в США. Контракт так і не було укладено.

### Російсько-українська війна
За даними активістів Українського мілітарного порталу російські військово-транспортні Ан-124 були використані для термінового перевезення ракет для ОТРК «Іскандер» з Російської Федерації до розташованого неподалік Мінську аеродрому.
Літаки Ан-124 російського державного підприємства «224-й лётный отряд», підпорядкованому Міноборони РФ, були використані для термінового перекидання пускових установок комплексів «Точка-У» на аеродром в Мачулищі (Білорусь).

## Унікальні перевезення

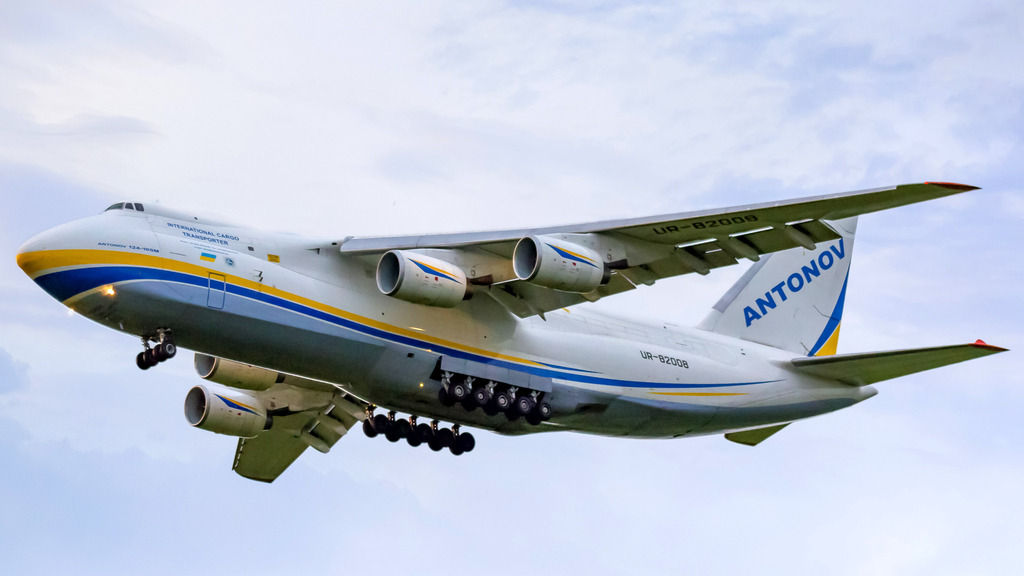
Вітчизняний транспортний літак Ан-124 "Руслан", в польоті

- Першим використанням можливостей літака з цивільною метою, було доправлення у грудні 1985 р. на дослідному зразку «Руслана» Вітчизняний транспортний літак Ан-124 "Руслан", в польоті152-тонного кар'єрного самоскида «Юклід» з Владивостока в Полярний (Якутія, Російська Федерація). Машину перевезли за два рейси.
- 31 травня 1986 р. було відправлено з Харкова в Ташкент робоче колесо гідротурбіни діаметром 6 м і масою 80 т для Таш-Кумірської ГЕС, а за 20 днів перевезли друге подібне колесо.
- В грудні 1988 р. після землетрусу у Вірменії серед інших вантажів екіпаж під командуванням О. В. Галуненко перевіз на літаку в зону лиха 120-тонний кран «Лібгерр».
- У травні 1992 р. з Еміратів до Швейцарії було перевезено 52 т золота вартістю 230 млн фунтів стерлінгів.
- В 1993 р. Майкл Джексон перевіз в Москву 310 т власного вантажу для організації концерту на трьох літаках «Руслан»[8].
- В січні 2001 Ан-124 було використано для доправляння 109-тонного локомотива з Канади у Ірландію[9].
- Ан-124 використовувався для повернення Аксумського обеліска в Ефіопію у квітні 2005 року. Перевезення було здійснено за три рази - щоразу перевозили третину монумента загальною масою 60 тонн і довжиною 24 метри.

## Цікаві події
- Український Ан-124 було зображено у фільмі про Джеймса Бонда Помри, але не зараз, хоча інтер'єр знімався у Іл-76.
- Літак АН-124 української авіакомпанії «Авіалінії Антонова» помітно позаду Шона Райлі на початку програми World's Toughest Fixes[en] телеканалу National Geographic Channel.
- В 2018 році для перевезення головного обтічника найбільшої в світі космічної ракети Falcon Heavy було залучено вантажний літак Ан-124-100 «Руслан» компанії «Авіалінії Антонова». Літак подолав 3 613 км протягом 4,5 годин, забезпечивши доправлення складової частини ракети для її вчасного запуску з космодрому на мисі Канаверал.[10]
- Збірна пластикова модель літака Ан-124 у масштабі 1/72[11] випускається українською компанією ModelSvit. Ця модель у зібраному стані має розмах крил близько одного метра.
- Літак Ан-124, що належить компанії Волга-Дніпро, можна побачити у відеокліпі Guns N' Roses до пісні «Estranged», відео добре відоме через великий бюджет. Літак показаний в процесі відвантаження музичного обладнання.
- Літак компанії Волга-Дніпро Ан-124 перевіз гігантського кита з Ніцци (Франція) до Японії; іншим рейсом він перевіз слона з Москви у Тайвань.

## Інформація про катастрофи
Станом на 2005 рік, сталося чотири катастрофи за участю літаків Ан-124, із загальною кількістю жертв 60 осіб.
- Катастрофа Ан-124 під Гостомелем
- Катастрофа Ан-124 під Керманом
- Катастрофа Ан-124 в Турині
- Катастрофа Ан-124 в Іркутську

## Оператори

### Цивільні
- Авіалінії Антонова
- Авіалінії Полет
- Волга-Дніпро
- Libyan Arab Air Cargo
- Maximus Air Cargo
- Silk Way Airlines

### Колишні оператори
- Аерофлот

### Військові
- СРСР/Росія

## Технічні характеристики
| Характеристика                       | Дані                                | Дані                           | Дані                           | Дані                           | Дані                           |
| ------------------------------------ | ----------------------------------- | ------------------------------ | ------------------------------ | ------------------------------ | ------------------------------ |
| Характеристика                       | Ан-124                              | Ан-124-100                     | Ан-124-100М-150                | Ан-124-100М-150                | Ан-124-100М-150                |
| Опис                                 |                                     |                                |                                |                                |                                |
| Розробник                            | АНТК імені Антонова                 | АНТК імені Антонова            | АНТК імені Антонова            | АНТК імені Антонова            | АНТК імені Антонова            |
| Позначення                           | Ан-124 «Руслан»                     | Ан-124 «Руслан»                | Ан-124 «Руслан»                | Ан-124 «Руслан»                | Ан-124 «Руслан»                |
|                                      | Condor (Кондор)                     |                                |                                |                                |                                |
| Тип                                  | важкий військово-транспортний літак | комерційний транспортний літак | комерційний транспортний літак | комерційний транспортний літак | комерційний транспортний літак |
| Перший політ                         | 24 грудня 1982                      | 16 червня 1991                 |                                |                                |                                |
| Прийнятий на озброєння               | січень 1987                         |                                |                                |                                |                                |
| Екіпаж                               | 6 осіб                              | 6 осіб                         | 4 особи                        | 4 особи                        | 4 особи                        |
| Максимальна кількість місць          | 88                                  | 88                             | 88                             | 88                             | 88                             |
| Геометричні та масові характеристики |                                     |                                |                                |                                |                                |
| Довжина                              | 69,10 м                             | 69,10 м                        | 69,10 м                        | 69,10 м                        | 69,10 м                        |
| Розмах крила                         | 73,30 м                             | 73,30 м                        | 73,30 м                        | 73,30 м                        | 73,30 м                        |
| Площа крила                          | 628,5 м²                            | 628,5 м²                       | 628,5 м²                       | 628,5 м²                       | 628,5 м²                       |
| Висота                               | 20,78 м                             | 20,78 м                        | 20,78 м                        | 20,78 м                        | 20,78 м                        |
| Габарити вантажної кабіни            | 4,4×6,4×36,5 м                      | 4,4×6,4×36,5 м                 | 4,4×6,4×36,5 м                 | 4,4×6,4×36,5 м                 | 4,4×6,4×36,5 м                 |
| Довжина вантажної кабіни з рампами   | 43,7 м                              | 43,7 м                         | 43,7 м                         | 43,7 м                         | 43,7 м                         |
| Об'єм вантажної кабіни               | 1160 м³                             | 1160 м³                        | 1160 м³                        | 1160 м³                        | 1160 м³                        |
| Максимальна злітна маса              |                                     | 392 т                          | 402 т                          | 402 т                          | 370 т                          |
| Максимальне комерційне навантаження  | 120 т                               | 120 т                          | 150 т                          | 150 т                          | 150 т                          |
| Силова установка                     |                                     |                                |                                |                                |                                |
|                                      | 4                                   |                                |                                |                                |                                |
| Тип двигуна                          | Д-18Т                               | Д-18Т серії 3                  | Д-18Т серії 3                  | Д-18Т серії 4                  | Д-18Т серії 4                  |
| Потужність двигуна                   | 23430 кгс                           | 23430 кгс                      | 23430 кгс                      | 25830 кгс                      | 25830 кгс                      |
| Льотні дані                          |                                     |                                |                                |                                |                                |
| Крейсерська швидкість польоту        | 800 км/год                          | 800 км/год                     | 800 км/год                     | 800 км/год                     | 800 км/год                     |
|                                      | 850 км/год                          |                                |                                |                                |                                |
| Крейсерська висота польоту           | 9000 м                              | 9000 м                         | 9000 м                         | 9000 м                         | 9000 м                         |
| Максимальна висота польоту           | 11600 м                             | 11600 м                        | 11600 м                        | 11600 м                        | 11600 м                        |
| Дальність польоту з вантажем 150 т   |                                     |                                | 3200 км                        | 3200 км                        | 1450 км                        |
| Дальність польоту з вантажем 120 т   |                                     | 4650 км                        | 5200 км                        | 5200 км                        | 3100 км                        |
| Дальність польоту з вантажем 40 т    |                                     | 11350 км                       | 11900 км                       | 11900 км                       | 8500 км                        |
| Дальність польоту без вантажу        |                                     | 14200 км                       | 14400 км                       | 14400 км                       | 11700 км                       |
| Довжина злітної смуги                | 3000 м                              | 2800 м                         | 3000 м                         | 2800 м                         | 2000 м                         |